# デクラレーションオブウォー
デクラレーションオブウォー（英：Declaration of War）は、アメリカ合衆国生産、アイルランド調教の競走馬、種牡馬。主な勝ち鞍は2013年のインターナショナルステークス、クイーンアンステークス。馬名の意味は「宣戦布告」。

## 戦績
4歳となった2013年のクイーンアンステークスでGI初勝利を果たす。その後はエクリプスステークス2着、サセックスステークス3着、ジャック・ル・マロワ賞4着と惜敗が続いたが、続くインターナショナルステークスではエクリプスステークスで敗れたアルカジームに雪辱を果たす形で優勝し、GI2勝目を挙げた。レース後、調教師のエイダン・オブライエンはかつて管理した名馬ジャイアンツコーズウェイのようにダートにも適性があると判断し、ブリーダーズカップ・クラシックへの挑戦を表明した。
迎えたブリーダーズカップ・クラシックでは初ダートながら2番人気に推され、勝ち馬ムーチョマッチョマンからハナ、アタマ差の3着に好走する。同レースを最後に現役を引退した。

### 競走成績
以下の内容は、Irish Racing.comおよびEQUIBASEの情報に基づく。
| 出走日     | 競馬場         | 競走名                                   | 格 | 距離  | 着順 | 騎手           | 着差         | 1着（2着）馬         |
| ---------- | -------------- | ---------------------------------------- | -- | ----- | ---- | -------------- | ------------ | -------------------- |
| 2011.11.10 | ポミシェ       | 未勝利                                   |    | AW8f  | 1着  | C.スミヨン     | 3馬身        | （Questiondargent）  |
| 0000.12.16 | ドーヴィル     | アローワンス                             |    | AW7f  | 1着  | C.スミヨン     | 8馬身        | （Joropo）           |
| 2012.09.09 | カラ           | ソロナウェイステークス                   | G3 | 芝8f  | 4着  | J.オブライエン | 4馬身        | Famous Name          |
| 0000.09.30 | カラ           | モイグレアスタッドライフタイムトロフィー |    | 芝10f | 1着  | J.オブライエン | 3馬身1/2     | （Ebazan）           |
| 0000.10.05 | ダンドーク     | ダイヤモンドステークス                   | G3 | AW11f | 1着  | J.オブライエン | 1/2馬身      | （Along Came Casey） |
| 2013.04.14 | レパーズタウン | ヘリテージステークス                     |    | 芝8f  | 1着  | J.オブライエン | 2馬身1/2     | （Bold Thady Quill） |
| 0000.05.18 | ニューベリー   | ロッキンジステークス                     | G1 | 芝8f  | 5着  | J.オブライエン | 11馬身1/4    | （Farhh）            |
| 0000.06.18 | アスコット     | クイーンアンステークス                   | G1 | 芝8f  | 1着  | J.オブライエン | 3/4馬身      | （Aljamaaheer）      |
| 0000.07.06 | サンダウン     | エクリプスステークス                     | G1 | 芝10f | 2着  | J.オブライエン | 2馬身        | Al Kazeem            |
| 0000.07.31 | グッドウッド   | サセックスステークス                     | G1 | 芝8f  | 3着  | J.オブライエン | 3馬身        | Toronado             |
| 0000.08.11 | ドーヴィル     | ジャック・ル・マロワ賞                   | G1 | 芝8f  | 4着  | R.ムーア       | 1.94馬身     | Moonlight Cloud      |
| 0000.08.21 | ヨーク         | インターナショナルステークス             | G1 | 芝10f | 1着  | J.オブライエン | 1馬身1/4     | （Trading Leather）  |
| 0000.11.2  | サンタアニタ   | ブリーダーズカップ・クラシック           | G1 | ダ10f | 3着  | J.オブライエン | ハナ＋アタマ | Mucho Macho Man      |

## 種牡馬時代
2014年からアイルランドのクールモアスタッドで種牡馬入り。2015年からはアメリカ合衆国のアッシュフォードスタッドに移動した。また、シャトル種牡馬としてオーストラリアでも供用されている。
2018年のフランス2000ギニーを初年度産駒のオルメド（Olmedo）が制し、種牡馬として初のクラシック競走制覇を達成した。
2018年10月12日、日本軽種馬協会がデクラレーションオブウォーの導入を発表。2019年から日本軽種馬協会静内種馬場で供用される。

### 主な産駒

#### グレード制重賞優勝馬
※外国馬はGI級競走勝ち馬のみ記載
2015年産
- オルメド - 2018年フランス2000ギニー
- ヴァウアンドディクレア - 2019年メルボルンカップ

2017年産
- デコレーテッドインベーダー - 2019年サマーステークス
- グーフォ - 2020年ベルモントダービー、2021年・2022年ソードダンサーステークス

2018年産
- ファイアアットウィル - 2020年ブリーダーズカップ・ジュヴェナイルターフ

2020年産
- タマモブラックタイ - 2023年ファルコンステークス
- シランケド - 2025年中山牝馬ステークス
- トップナイフ - 2025年札幌記念

2021年産
- セットアップ - 2023年札幌2歳ステークス
- セキトバイースト - 2025年府中牝馬ステークス

#### 地方重賞優勝馬
2017年産
- デュードヴァン - 2024年川崎マイラーズ、サンタアニタトロフィー

2022年産
- スマイルマンボ - 2024年ハイセイコー記念

#### その他
2017年産
- ミスターハッスル - 2019年度カナダ最優秀2歳牡馬

## 血統表
| デクラレーションオブウォーの血統 | デクラレーションオブウォーの血統                                          | デクラレーションオブウォーの血統                                          | （血統表の出典）                                                          | （血統表の出典） |
| 父系                             | ダンジグ系                                                                | ダンジグ系                                                                | ダンジグ系                                                                | [ § 2 ]          |
| 父 War Front 2002 鹿毛           | 父の父Danzig 1977 鹿毛                                                    | Northern Dancer                                                           | Nearctic                                                                  | Nearctic         |
| 父 War Front 2002 鹿毛           | 父の父Danzig 1977 鹿毛                                                    | Northern Dancer                                                           | Natalma                                                                   |                  |
| 父 War Front 2002 鹿毛           | 父の父Danzig 1977 鹿毛                                                    | Pas de Nom                                                                | Admiral's Voyage                                                          | Admiral's Voyage |
| 父 War Front 2002 鹿毛           | 父の父Danzig 1977 鹿毛                                                    | Pas de Nom                                                                | Petitioner                                                                |                  |
| 父 War Front 2002 鹿毛           | 父の母Starry Dreamer 1994 芦毛                                            | Rubiano                                                                   | Fappiano                                                                  | Fappiano         |
| 父 War Front 2002 鹿毛           | 父の母Starry Dreamer 1994 芦毛                                            | Rubiano                                                                   | Ruby Slippers                                                             |                  |
| 父 War Front 2002 鹿毛           | 父の母Starry Dreamer 1994 芦毛                                            | Lara's Star                                                               | Forli                                                                     | Forli            |
| 父 War Front 2002 鹿毛           | 父の母Starry Dreamer 1994 芦毛                                            | Lara's Star                                                               | True Reality                                                              |                  |
| 母 Tempo West 1999 栗毛          | 母の父Rahy 1985 栗毛                                                      | Blushing Groom                                                            | Red God                                                                   | Red God          |
| 母 Tempo West 1999 栗毛          | 母の父Rahy 1985 栗毛                                                      | Blushing Groom                                                            | Runaway Bride                                                             |                  |
| 母 Tempo West 1999 栗毛          | 母の父Rahy 1985 栗毛                                                      | Glorious Song                                                             | Halo                                                                      | Halo             |
| 母 Tempo West 1999 栗毛          | 母の父Rahy 1985 栗毛                                                      | Glorious Song                                                             | Ballade                                                                   |                  |
| 母 Tempo West 1999 栗毛          | 母の母Tempo 1992 栗毛                                                     | Gone West                                                                 | Mr. Prospector                                                            | Mr. Prospector   |
| 母 Tempo West 1999 栗毛          | 母の母Tempo 1992 栗毛                                                     | Gone West                                                                 | Secrettame                                                                |                  |
| 母 Tempo West 1999 栗毛          | 母の母Tempo 1992 栗毛                                                     | Terpsichorist                                                             | Nijinsky                                                                  | Nijinsky         |
| 母 Tempo West 1999 栗毛          | 母の母Tempo 1992 栗毛                                                     | Terpsichorist                                                             | Glad Rags                                                                 |                  |
| 母系(F-No.)                      | 13号族(FN:13-b)                                                           | 13号族(FN:13-b)                                                           | 13号族(FN:13-b)                                                           | [ § 3 ]          |
| 5代内の近親交配                  | Northern Dancer3×5＝15.63%、Mr.Prospector5×4＝9.38%、Nijinsky5×4＝9.38%、 | Northern Dancer3×5＝15.63%、Mr.Prospector5×4＝9.38%、Nijinsky5×4＝9.38%、 | Northern Dancer3×5＝15.63%、Mr.Prospector5×4＝9.38%、Nijinsky5×4＝9.38%、 | [ § 4 ]          |
| 出典                             | 1. 2. 3. 4.                                                               | 1. 2. 3. 4.                                                               | 1. 2. 3. 4.                                                               | 1. 2. 3. 4.      |

叔父に2012年のベルモントステークスなどを勝ったUnion Ragsがいる。

全弟のウォーコレスポンダントはアメリカでG3を2勝して種牡馬入りした後、2021年にトルコへ輸出された。